# حفلة فيينا الموسيقية للعام الجديد
حفلة فيينا الموسيقية للعام الجديد أو حفلة رأس السنة الموسيقية هو عرض موسيقي كلاسيكي سنوي تقدمه فرقة فيينا الفلهارمونية في صباح أول يوم من العام الميلادي الجديد (الأول من يناير) في فيينا عاصمة النمسا.
يقام الحفل في القاعة الذهبية في مبنى نادي فيينا للموسيقى عند الساعة 11:15 صباحا. وتقدم الاوركسترا نفس برنامج العرض في يومي 30 و 31 من ديسمبر كنوع من التدريب للعرض الرسمي صبيحة يوم رأس السنة والذي يذاع عالميا عبر الراديو والقنوات التلفزيونية. 

## موسيقى الحفل وتجهيزاته
دائما مايتضمن البرنامج الموسيقى للحفل مقطوعات لعائلة شتراوس وهم يوهان شتراوس الاب ويوهان شتراوس الابن وجوزيف شتراوس وإدوارد شتراوس. وأحيانا يتم عزف مقطوعات من تأليف موسيقيين نمساويين آخرين مثل: جوزيف هيلميزبيرجر الاين، جوزيف لانر، فولفغانغ أماديوس موزارت، أوتو نيكولاي (مؤسس فرقة فيينا الفلهارمونية) اميل فون ريزينيسك، فرانز شوبرت، فرانز فون سوب وكارل ميخائيل زيهيرر.
في عام 2009 تضمن برنامج الحفل لأول مره مقطوعة لجوزيف هايدن حيث عزفت الحركة الرابعة من سيمفونيته (الوداع) في الذكرى ال200 لوفاته.
ومؤخرا صار برنامج الحفل يتضمن مقطوعات موسيقيه لمؤلفين أوروبيين مثل هانز كريستيان لومبي، جاك اوفنباخ، ايمل والدتوفل، ريتشارد شتراوس، فيردي وتشايكوفيسكي.
يتكون البرنامج المعلن للحفل من 14 إلى 20 قطعة موسيقية بالإضافة إلى 3 قطع يتم تكرار عزفها ولا يتم الإعلان عنها ولكنها متوقعة؛ اذ عادة ماتكون مقطوعة بولكا سريعة يليها فالس الدانوب الازرق ليوهان شتراوس الابن والتي يستقبلها الجمهور بالتصفيق ويقوم حينها قائد الفرقة بإلقاء تحية العام الجديد، والثالثة مقطوعة مارش ريدتسكي ليوهان شتراوس الأب والتي جرى التقليد على أن يبدأ قائدالفرقة الموسيقية الاوركسترا بمجرد أن يخطو على المسرح وقبل أن يصل إلى منصة القيادة وفي هذه القطعة يشارك الجمهور الفرقة الموسيقية بالتصفيق أثناء الأداء وبإشارة من قائد الأوركسترا. تتنوع الموسيقى التي يتم عرضها بين موسيقى رقصات الفالس، البولكا، المازوركا وكذلك المارشات. يستمر الحفل عادة لمدة ساعتين ونصف تقريبا.
يعقد الحفل في القاعة الذهبية في مبنى نادي فيينا للموسيقى (ميوزكفيرين) منذ عام 1939 . يتم أثناء البث التلفزيوني عرض رقصات باليه يؤديها راقصون من دار فيينا للباليه وتظهر الرقصات مصاحبة لبعض القطع المختارة في الجزء الثاني من البرنامج بينما يتم اداءها في أماكن مختلفة من النمسا مثل قصر شونبرون، قصر شلوس استرهازي، دار فيينا للاوبرا أو نادي فيينا للموسيقى.
في عام 2013، صممت الأزياء بواسطة فيفيان ويستود. أما بالنسبة للورود والأزهار التي تزين القاعة فقد كانت تهدى للقاعة من مدينة سانريمو الإيطالية. وذلك من عام 1980 وحتى حفل عام 2013، وفي حفل عام 2014 تكفلت الاوركسترا بتوفير الورود. ومنذ ذلك العام يتم ترتيب الزهور من قبل إدارة حدائق مدينة فيينا.
في عام 2017 ظهرت الاوركسترا لأول مره بزي جديد من تصميم فيفيان ويستود وأندريا كرونثالر.

## تاريخ الحفل
كانت تقام في فيينا حفلات موسيقية تقليدية في أول يوم من السنة الجديدة منذ عام 1838, لكن لم تكن تشتمل على أية مقطوعات من تأليف عائلة شتراوس حتى عام 1928 ولمدة 6 اعوام متتالية كان يقود الحفلة يوهان شتراوس الثالث. وكانت تذاع تلك الحفلات عبر راديو RAVAG التابع لهيئة الإذاعة العامة النمساوية.
اقيمت حفلة فيينا الموسيقية بمناسبة العام الجديد بشكلها الحالي أول مرة عام 1939 وقاد الاوركسترا في ذلك العام كليمنس كروس للمرة الأولى والوحيدة أيضا. في ذلك العام اقيمت الحفلة في 31 ديسمبر بدلا من 1 يناير، ولقبت بالحفلة الخاصة أو غير الاعتيادية. وكانت جميع مقطوعات ذلك الحفل من تأليف يوهان شتراوس الابن.

## قائدو الأوركسترا
يتم اختيار قائد للفرقة الموسيقية في كل عام ليقوم بقيادة حفل فيينا الموسيقي للسنة الجديدة.
- كليمنس كروس: 1939, 1941-1945, 1948-1954 .
- جوزيف كريبس: 1946-1947
- ويلي بوسكوفسكي: 1955-1979
- لورين مازيل: 1980-1986, 1994,1996,1999,2005
- هيربرت فون كارايان: 1987
- كلاوديو ابادو: 1988, 1991
- كارلوس كليبر: 1989,1992
- زوبين مهتا: 1990,1995, 1998, 2007, 2015
- ريكاردو موتي: 1993, 1997, 2000, 2004, 2018 [5]
- نيكولاس هرننكورت: 2001, 2003
- سيجي اوزاوا: 2002
- ماريس جانسونز: 2006, 2012, 2016
- جورج بريتر: 2008, 2010
- دانييل بارنبويم: 2009, 2014
- فرانز فلسر موست: 2011 , 2013
- غوستافو دوداميل:2017 [6]
- كريستيان ثيلمان:2019 (من المقرر) [7]

## الجمهور

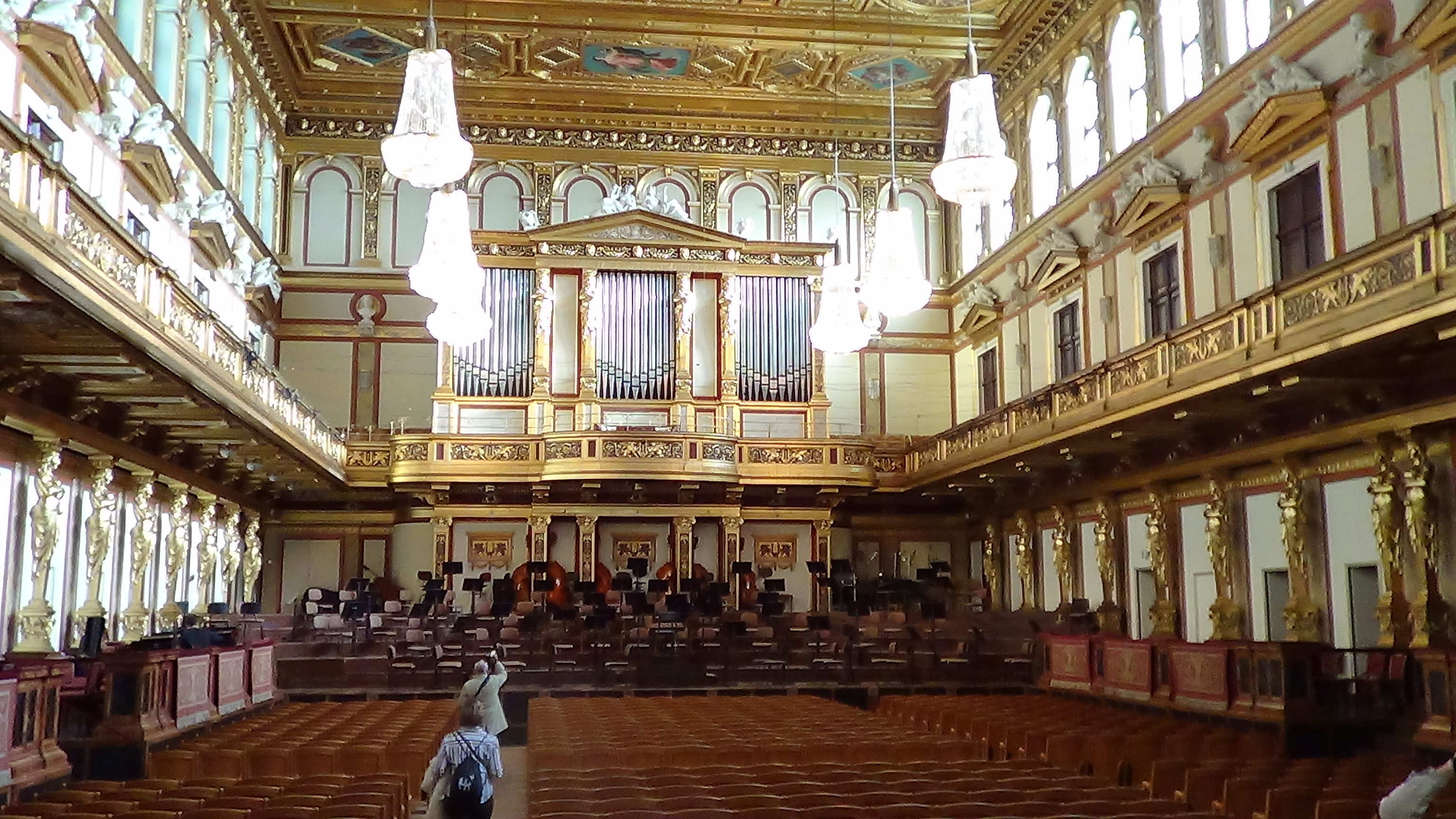
القاعة الذهبية لحفلة فيينا الموسيقية. نوفمبر 2012

نال الحفل شهرة واسعة على مستوى أوروبا ومؤخرا صار مشهورا على مستوى العالم. ولأن الطلب على تذاكر الحفل عال جدا فإنه يتعين على الناس التسجيل المسبق قبل الحفل بعام كامل. بعض المقاعد محجوزة مسبقا لعائلات نمساوية ويتم توارثها جيلا بعد جيل.
يبث الحفل تليفزيونيا من قبل هيئة الإذاعة الوطنية النمساوية منذ عام 1989 وحتى عام 1993 ومن عام 1997 حتى 2009 ثم في عام 2011 بإخراج بريان لارج. ونقل البث عبر شبكة يوروفيجن التي تتبع لاتحاد اذاعات البث الأوروبي ومنها لمعظم شبكات البث الرئيسية في أوروبا.
قدر عدد الجمهور الذين تابعوا الحفل ب 50 مليونا في 73 دولة عام 2012 وفي 93 دولة عام 2017 و 95 دولة عام 2018.

## حفلات موسيقية أخرى للعام الجديد في فيينا
تقيم اوركسترا هوفبورغ فيينا حفلا موسيقيا تقليديا في اليوم 31 من ديسمبر في قاعة قصر هوفبورغ. يتميز برنامج الحفل بمقطوعات الفالس والاوبريت الأكثر شهرة من تأليف يوهان شتراوس واوبرا آريا لموزارت، وغيرهم.